# Gianni Asti (1947)
Giovanni Asti, detto Gianni (Torino, 16 novembre 1947 – Torino, 2 dicembre 2018), è stato un allenatore di pallacanestro italiano.

## Biografia
A 28 anni debutta come allenatore in A2 con l'Auxilium Torino, nel campionato 1976-77. Lo ritroviamo poi ancora tre stagioni sempre a Torino, stavolta in A1 dal 1980 al 1983, dove coglie il migliore risultato nel campionato 1981-82 con un secondo posto in stagione regolare e l'eliminazione in semifinale play-off.
Nell'annata 1983-84 è alla Pall. Cantù con il quarto posto in campionato, l'arrivo in semifinale play-off e l'eliminazione al girone finale di Coppa dei Campioni.
L'anno successivo è all'UG Goriziana, in A2, e successivamente per due stagioni al Basket Mestre dove nel campionato 1986-87 sfiora per due volte, tra regular e post season, la promozione in A1.
L'anno seguente torna in A1 e all'Auxilium dove rimane ancora due stagioni, prima di ritirarsi.
Gli è stato dedicato il palazzetto dello sport di Torino, l'ex PalaRuffini.